# Џуди Денч
Дама Џуди Денч (енгл. Judi Dench; 9. децембар 1934) јесте енглеска глумица. Она је једна од најбољих и најпоштованијих енглеских филмских и позоришних глумица свих времена. 
Каријеру је почела 1957. године, улогама у представама позоришта „Олд Вик“ (Old Vic), а наставила у „Националном театру“ и „Краљевском Шекспировом позоришту“. Тумачила је бројне Шекспирове ликове, попут Офелије, Јулије и Леди Магбет. Деведесетих година 20. века, постала је популарна захваљујући серијама „A Fine Romance“ и Док време пролази.
Најпознатија је по улози „Ем“ у серијалу о Џејмсу Бонду, али и по филмовима Соба са погледом, Госпођа Браун, Чоколада, Даме у лаванди, Ајрис, Госпођа Хендерсон представља и Белешке о скандалу. За улогу краљице Елизабете I у филму Заљубљени Шекспир добила је јединог у каријери Оскара за најбољу споредну глумицу. Поред тога, захваљујући рекордних двадесет пет номинација за Награду BAFTA, сматра се најбољом британском и једном од најбољих светских глумица свих времена.
Џуди Денч је проглашена за Даму Уједињеног Краљевства, Витеза Реда части, а изабрана је и за члана Британског краљевског Друштва за унапређење уметности.

## Филмографија
| Година | Назив                                 | Улога                        | Награде |
| ------ | ------------------------------------- | ---------------------------- | --- |
| 1964   | Трећа тајна                           | госпођица Хампхрајс ()       | |
| 1965   | Четири ујутро                         | Супруга ()                   | Награда BAFTA за највише обећавајућу глумицу |
| 1965   | Час терора                            | Сали ()                      | |
| 1965   | Он који јаше тигра                    | Џоен ()                      | |
| 1968   | Сан летње ноћи                        | Титанија ()                  | |
| 1973   | Лутер                                 | Кетрин ()                    | |
| 1974   |                                       | Лора Дејвидсон ()            | |
| 1985   | Ветерби                               | Марша ()                     | номинована - Награда BAFTA за најбољу глумицу у споредној улози |
| 1985   | Соба са погледом                      | Еленор ()                    | Награда BAFTA за најбољу глумицу у споредној улози |
| 1987   | Черинг Крос Роуд 84                   | Нора Доел ()                 | номинована - Награда BAFTA за најбољу глумицу у споредној улози |
| 1988   | Шака прашине                          | госпођа Бивер ()             | Награда BAFTA за најбољу глумицу у споредној улози |
| 1989   | Хенри V                               | госпођа Журка ()             | |
| 1995   | Џек и Сара                            | Маргарет ()                  | |
| 1995   | Златно око                            | Ем ()                        | |
| 1996   | Хамлет                                | Хекаба ()                    | |
| 1997   | Госпођа Браун                         | Краљица Викторија ()         | Златни глобус за најбољу главну глумицу (драма) Награда BAFTA за најбољу глумицу у главној улози Шкотска награда BAFTA за најбољу глумицу у главној улози номинована - Оскар за најбољу главну глумицу номинована - Награда Удружења глумаца за најбољу главну глумицу                                                      |
| 1997   | Сутра не умире никад                  | Ем ()                        | |
| 1998   | Заљубљени Шекспир                     | Краљица Елизабета I()         | Оскар за најбољу споредну глумицу Награда BAFTA за најбољу глумицу у споредној улози номинована - Златни глобус за најбољу споредну глумицу номинована - Награда Удружења глумаца за најбољу споредну глумицу |
| 1999   | Чај са Мусолинијем                    | Арабела ()                   | |
| 1999   | Свет није довољан                     | Ем ()                        | |
| 2000   | Чоколада                              | Арман Вуазан ()              | Награда Удружења глумаца за најбољу споредну глумицу номинована - Оскар за најбољу споредну глумицу номинована - Награда BAFTA за најбољу глумицу у споредној улози номинована - Златни глобус за најбољу споредну глумицу                                                                                                  |
| 2001   | Ајрис                                 | Ајрис Мердок ()              | Награда BAFTA за најбољу глумицу у главној улози номинована - Оскар за најбољу главну глумицу номинована - Златни глобус за најбољу главну глумицу (драма) номинована - Награда Удружења глумаца за најбољу главну глумицу                                                                                                  |
| 2001   | Лука љубави                           | Агнис Хем ()                 | номинована - Награда BAFTA за најбољу глумицу у споредној улози номинована - Награда Удружења глумаца за најбољу споредну глумицу |
| 2002   | Важно је звати се Ернест              | госпођа Брекнел ()           | |
| 2002   | Умри други дан                        | Ем ()                        | |
| 2004   | Дом на пољани                         | госпођа Каловеј ()           | (глас) |
| 2004   | Ридикове хронике                      | Ереон ()                     | |
| 2004   | Даме у лаванди                        | Урсула Видингтон ()          | |
| 2005   | Гордост и предрасуда                  | госпођа Кетрин ()            | |
| 2005   | Госпођа Хендерсон представља          | Лора Хендерсон ()            | номинована - Оскар за најбољу главну глумицу номинована - Златни глобус за најбољу главну глумицу (драма) номинована - Награда BAFTA за најбољу глумицу у главној улози номинована - Награда Удружења глумаца за најбољу главну глумицу номинована - Награда филмске критике за најбољу главну глумицу                      |
| 2006   | Казино Ројал                          | Ем ()                        | |
| 2006   | Белешке о скандалу                    | Барбара ()                   | номинована - Оскар за најбољу главну глумицу номинована - Златни глобус за најбољу главну глумицу (драма) номинована - Награда BAFTA за најбољу глумицу у главној улози номинована - Награда Удружења глумаца за најбољу главну глумицу номинована - Награда филмске критике за најбољу главну глумицу                      |
| 2008   | Зрно утехе                            | Ем ()                        | |
| 2009   | Бес                                   | Мона Карвел ()               | |
| 2009   | Девет                                 | Лилијан Ле Флор ()           | |
| 2011   | Џејн Ејр                              | госпођа Ферфакс ()           | |
| 2011   | Пирати са Кариба: На чуднијим плимама | Племкиња ()                  | |
| 2011   | Моја недеља са Мерилин                | Сибил Торндајк ()            | |
| 2011   | Едгар Хувер                           | Ени Хувер ()                 | |
| 2012   | The Best Exotic Marigold Hotel        | Ивлин Гринслејд ()           | номинована Златни глобус за најбољу главну глумицу (комедија) |
| 2012   | Скајфол                               | Ем ()                        | |
| 2013   | Филомина                              | Филомена Ли ()               | номинована - Оскар за најбољу главну глумицу номинована - Златни глобус за најбољу главну глумицу (драма) номинована - Награда Удружења глумаца за најбољу главну глумицу номинована - Награда Удружења филмских критичара за најбољу глумицу у главној улози номинована - Награда BAFTA за најбољу глумицу у главној улози |
| 2015   | Спектра                               | Ем ()                        | |
| 2017   | Убиство у Оријент експресу            | принцеза Драгомируф ()       | |
| 2019   | Мачке                                 | Олд Деутерономеј ()          | |
| 2020   | Артемис Фаул                          | команданткиња Џулијус Рут () | |
| 2021   | Белфаст                               | Бака ()                      | номинована - Оскар за најбољу глумицу у споредној улози номинована - Британска независна филмска награда за најбољу глумицу у споредној улози |